# Сюрья (деревня)
Сю́рья — деревня в Кисельнинском сельском поселении Волховского района Ленинградской области.

## История
Впервые упоминается в Писцовой книге Водской пятины 1500 года как деревня Сюрья в Пречистенском Городенском погосте Ладожского уезда.
Как деревня Сурга она обозначена на карте «Ладожское озеро и Финский залив с прилегающими местами» 1745 года.
На карте Санкт-Петербургской губернии Ф. Ф. Шуберта 1834 года упоминается деревня Сюрья, состоящая из 50 крестьянских дворов.

СЮРЬЯ — деревня принадлежит графу Паскевичу-Эриванскому, число жителей по ревизии: 158 м. п., 158 ж. п. (1838 год)

На карте профессора С. С. Куторги 1852 года отмечена деревня Сюрья из 50 дворов.

СЮРЬЯ — деревня княгини Волконской, по просёлочной дороге, число дворов — 57, число душ — 159 м. п. (1856 год)

СЮРЬЯ — деревня владельческая при колодце, число дворов — 60, число жителей: 154 м. п., 181 ж. п.; Часовня православная. (1862 год)

Жители деревни Сюрья занимались изготовлением кирпичей и глиняных горшков.
В конце XIX века деревня административно относилась к Песоцкой волости 1-го стана Новоладожского уезда Санкт-Петербургской губернии, в начале XX века — 4-го стана.
По данным «Памятной книжки Санкт-Петербургской губернии» за 1905 год деревня Сюрья вместе с деревней Вёгота образовывала Сюрьевское сельское общество.
Согласно военно-топографической карте Петроградской и Новгородской губерний издания 1915 года в деревне Сюрья находилась ветряная мельница.
С 1917 по 1923 год деревня Сюрья входила в состав Сюрьевского сельсовета Песоцкой волости Новоладожского уезда.
С 1923 года в составе Октябрьской волости Волховского уезда.
С 1924 года в составе Черноушевского сельсовета.
Согласно данным переписи населения СССР 1926 года в деревне Сюрья проживали 304 человека — все русские.
С 1927 года в составе Волховского района.
В 1928 году население деревни Сюрья также составляло 304 человека.
По данным 1933 года деревня Сюрья входила в состав Черноушевского сельсовета Волховского района.

План деревни Сюрья. 1941 год

Согласно топографической карте РККА 1941 года деревня насчитывала 60 дворов.
С 1946 года в составе Новоладожского района.
В 1958 году население деревни Сюрья составляло 125 человек.
С 1962 года вновь в составе Волховского района.
По данным 1966 года деревня Сюрья также входила в состав Черноушевского сельсовета.
По данным 1973 и 1990 годов деревня Сюрья входила в состав Чаплинского сельсовета Волховского района.
В 1997 году в деревне Сюрья Кисельнинской волости проживали 10 человек, в 2002 году — 13 человек (все русские).
В 2007 году в деревне Сюрья Кисельнинского СП — 12 человек.

## География
Деревня расположена в западной части района на автодороге 41К-055 (Волхов — Кисельня — Черноушево).
Расстояние до административного центра поселения — 10 км.
К югу от деревни находятся Вёготское и Вахонское болота и протекает река Речка (Эхма), левый приток реки Елены (Ладожки).

## Демография
| 1862 | 2007 | 2010 | 2017 |
| ---- | ---- | ---- | ---- |
| 335  | ↘12  | ↘7   | ↗9   |

### Национальный состав
Согласно данным Всероссийской переписи населения 2021 года в деревне проживали 10 человек, все русские.

## Улицы
А (микрорайон), В (микрорайон).